# Liebe Jelena Sergejewna (Film)
Liebe Jelena Sergejewna ist ein sowjetischer Spielfilm von Eldar Rjasanow aus dem Jahr 1988.

## Handlung
Die Mathematiklehrerin Jelena Sergejewna erhält überraschend Besuch von ihren Schülern Ljalja, Wolodja, Pascha und Witja. Alle vier sind Schüler der 10. Klasse und haben an diesem Tag eine Mathearbeit bei Jelena geschrieben, die über ihre Abschlussnote entscheidet. Die Schüler kommen, um Jelena zum Geburtstag zu gratulieren. Den wollte Jelena gar nicht begehen, da ihre Mutter, mit der sie zusammenlebt, im Krankenhaus liegt. Umso erfreuter ist sie, als sie die Schüler sieht. Die haben ihr neben einem Strauß Rosen auch wertvolle Sektgläser mitgebracht, die Jelena nicht annehmen will. Sie lädt die Schüler zum Kaffeetrinken ein und es gibt trotz ihres Protestes Sekt, dem vor allem Witja zusagt. Sein Vater ist Alkoholiker.
Während des Kaffeetrinkens wird deutlich, warum die Schüler eigentlich gekommen sind. Für Witja und Pascha ist die Note der Mathearbeit entscheidend für den späteren Berufsweg. Pascha benötigt eine Note 1, um zum Studium zugelassen zu werden, und Witja eine 3, um nicht sitzen zu bleiben. Beide haben entsprechend neu geschriebene Mathearbeiten bei sich, die sie gegen die eigentlich geschriebenen austauschen wollen. Die echten Mathearbeiten liegen im Safe der Schule und Jelena besitzt den Schlüssel zu diesem. Als Jelena sich entgeistert weigert, den Schlüssel herauszugeben, verriegelt Wolodja die Tür und nimmt den Türschlüssel an sich. Jelena will die Polizei anrufen, doch Witja durchtrennt das Telefonkabel. Trotz mehrfacher Bitten Jelenas gehen die Schüler nicht, sondern richten sich auf eine lange Nacht ein, in der sie Jelena den Schlüssel entlocken wollen. Als sie ihren Bitten nicht nachkommt, durchsuchen die Schüler Jelena zunächst und verwüsten anschließend alle Zimmer auf der Suche nach dem Schlüssel. Das Wohnzimmer wird zur Tanzfläche, bis die laute Musik einen Nachbarn wütend an die Tür klopfen und mit der Polizei drohen lässt.
Der Psychoterror hat Jelena an den Rand des Wahnsinns gebracht. Sie ist müde und ausgelaugt und kann sich kaum noch auf den Beinen halten, verspricht den Schülern jedoch, dass sie lieber ihr Leben verlieren, als deren Willen nachgeben werde. In den Schülern, die sich als die Retter der Nation sehen, kann sie nicht mehr als verzogene Nichtsnutze erkennen. Nur mit dem eigentlich gutherzigen, aber alkoholkranken Witja hat sie Mitleid. Ljalja wollte die Aktion bereits zu Beginn abbrechen und will nun gehen. Auch Pascha ist des Wartens überdrüssig, während Witja sich mit Medikamenten aus Jelenas Arzneischrank betrinkt. Der Anführer Wolodja kann die Aktion jedoch nicht abbrechen, ohne seinen Ruf zu verlieren. Er erkennt Jelenas labilen Zustand und nutzt diesen aus. Er sperrt Pascha auf den Boden des Hauses und versucht vor Jelenas Augen, die entsetzte Ljalja zu vergewaltigen. Der betrunkene Witja kann ihn nicht davon abhalten und so gibt Jelena nach: Der Safe-Schlüssel befand sich die ganze Zeit in Wolodjas Hosentasche, hing er doch am Bund des Haustürschlüssels. Jelena geht langsam in das Badezimmer und schließt die Tür. Witja bedroht ernüchtert Wolodja, der den Safe-Schlüssel für die anderen zurücklässt. Witja befreit Pascha vom Dachboden, der die Wohnung verlässt, und bringt Ljalja, deren Oberteil zerrissen ist, ihren Mantel. Er will vor dem Haus auf sie warten. Ljalja sieht den Schlüssel noch dort liegen, wo ihn Wolodja zurückgelassen hat. Sie klopft an die verschlossene Badezimmertür und ruft, dass niemand den Schlüssel an sich genommen hat. Obwohl im Badezimmer Licht brennt, ist von innen kein Laut zu hören und Jelena öffnet nicht. Ljalja bricht weinend vor der Tür zusammen.

## Produktion
Liebe Jelena Sergejewna beruht auf dem gleichnamigen Theaterstück von Ljudmila Rasumowskaja, das 1981 seine Premiere erlebte und in den 1980er Jahren mehrfach verboten wurde.
Der Film erlebte am 12. April 1988 in der Sowjetunion seine Premiere und kam am 3. November 1989 auch in die Kinos der DDR. Am 20. Februar 1991 wurde der Film erstmals im deutschen Fernsehen auf 3sat ausgestrahlt. Icestorm veröffentlichte ihn im November 2005 im Rahmen der Reihe Russische Klassiker auf DVD.
Im Film sind verschiedene Pop- und Metalsongs zu hören:
- Arija – Тореро (Torero)
- Wladimir Kusmin – Только ты и я (Nur du und ich)
- Rodnik – Счастливый день (Schöner Tag)

Zudem wird ein Walzer von Andrei Petrow gespielt, zu dem Jelena und die Schüler zu Beginn des Films tanzen.

## Synchronisation
Den Dialog der DEFA-Synchronisation schrieb Wolfgang Woizick, die Regie übernahm Michael Englberger.
| Rolle             | Darsteller           | Synchronsprecher |
| ----------------- | -------------------- | ---------------- |
| Jelena Sergejewna | Marina Nejolowa      | Karin Gregorek   |
| Ljalja            | Natalja Schtschukina | Manon Straché    |
| Witja             | Fjodor Dunajewski    | Andrej Hoffmann  |
| Pascha            | Dmitri Marjanow      | André Hennicke   |
| Wolodja           | Andrei Tichomirnow   | Gerald Schaale   |

## Kritik
Der film-dienst stellte fest: „In Form eines Kammerspiels wird die Beschaffenheit einer von Egoismus und Ängsten geprägten Gesellschaft gespiegelt.“
Cinema nannte den Film eine „Parabel auf eine UdSSR zwischen Diktatur und zügellosem Egoismus. Fazit: Hintersinniges, quälendes Kammerspiel“.